# Рот, Эдуард Никитович
Эдуард Никитович Рот (1924—1945) — участник Великой Отечественной войны,
командир отделения разведки 88-го гвардейского стрелкового полка (33-я гвардейская Севастопольская ордена Суворова стрелковая дивизия, 43-я армия, 3-й Белорусский фронт), гвардии старший сержант, кавалер ордена Славы трёх степеней.

## Биография
Родился в 1924 г. в г. Станислав (ныне Ивано-Франковск) в семье служащего. Еврей. Окончил 7 классов. Работал токарем на заводе.
В Красной Армии и на фронте в Великую Отечественную войну с июля 1941 г. Разведчик взвода пешей разведки 88-го гвардии стрелкового полка (33-я гвардии стрелковая дивизия, 2-я гвардейская армия, 1-й Прибалтийский фронт).
Рядовым красноармейцем участвовал летом и осенью 1941 года в оборонительных боях под Киевом и Харьковом. В декабре 1941 года в составе 13-й армии участвовал в наступлении в районе города Елец, где наши войска продвинулись вперёд на расстояние до 100 километров.
В первый день прорыва вражеской обороны южнее Харькова 12 мая 1942 года во время атаки был тяжело ранен и почти год проходил лечение в различных госпиталях.
В апреле 1943 года вернулся из госпиталя на Южный фронт, в 33-ю гвардейскую стрелковую дивизию, которая в это время освобождала Донбасс. В первом же наступательном бою в Ворошиловградской (ныне Луганской) области был вновь ранен.
В августе 1943 года вернулся в свою дивизию и был назначен разведчиком. При захвате «языка» в тылу противника в начале сентября 1943 года был ранен в третий раз. Через месяц вернулся в свой полк.
Зимой 1944 года участвовал в боях на 4-м Украинском фронте на территории Херсонской области. С 31 января 1944 года 33-ю гвардейскую стрелковую дивизию передали в оперативное подчинение командованию 51-й армии, нацеленной на Крым.
31 марта 1944 года дивизия перешла Сиваш. Она освободила Красноперекопский район, 13 апреля освободила Симферополь, затем Бахчисарай, 7 мая вышла к Южной бухте Севастополя. 9 мая 1944 года Севастополь был освобожден. В бою под Севастополем Э.Н.Рот был ранен в четвёртый раз, но остался в строю.
После освобождения Севастополя 33-я гвардейская Севастопольская стрелковая дивизия была переброшена на 1-й Прибалтийский фронт и участвовала в составе 2-й гвардейской армии в освобождении Литвы в ходе Шяуляйской наступательной операции (5 – 31 июля 1944 года) – составной части Белорусской стратегической операции «Багратион», отражении контрнаступления крупных сил танков и мотопехоты противника под Шяуляем в августе 1944 года, Рижской наступательной операции (14 сентября – 22 октября 1944 года) – составной части Прибалтийской стратегической операции.
Гвардии сержант Рот, выполняя задание вместе с другими разведчиками в районе населенного пункта Горды (25 км юго-западнее г. Шяуляй, Литва, 4.9.1944 г. гранатой уничтожил вражеский миномёт, захватил и доставил в расположение полка "языка".. 15.09.1944 г. награждён орденом Славы 3 степени.
Через неделю во время очередной разведки Э.Н.Рот был ранен в пятый раз.
2.02.1945 г. у населенного пункта Транквитц (4 км северо-западнее г. Кенигсберг, ныне Калининград) Рот (39-я армия, 3-й Белорусский фронт) ворвался в дом, откуда велся пулемет, огонь, и гранатой подорвал расчет, что позволило стрелковым подразделениям продвинуться вперед. 22.3.1945 г. награждён орденом Славы 2 степени.
Гвардии старший сержант Рот (43-я армия, 3-й Белорусский фронт) 12.04.1944 г. в районе населенного пункта Фирбрудеркруг (4 км юго-западнее г. Кёнигсберг) с группой бойцов истребил 18 гитлеровцев и 4 захватил в плен. 14.4.1945 г. около населенного пункта Кавидиттен (Восточная Пруссия) с той же группой воинов отразил контратаку гитлеровцев, обеспечил переправу через реку основных сил. В ходе боя было убито 10 гитлеровцев, 8 захвачено в плен, в том числе капитан.
Командованием полка представлен к награждению орденом Красного Знамени. Однако решением командующего 43-й армией генерал-лейтенанта А.П.Белобородова представлен к награждению орденом Славы 1-й степени.
29.6.1945 г. награждён орденом Славы 1 степени.
Дальнейшая судьба Э.Н.Рота неизвестна. Предположительно – пропал без вести в 1945 году, что подтверждено на сайте Министерства обороны .

## Награды
- орден Славы I степени(29.05.1945)[3]
- орден Славы II степени(22.03.1945)[4]
- орден Славы III степени (12.09.1944)[5]